# Спумоне
Спумо́не (итал. spumone, от spuma — «пена») — это десерт из формованного джелато, сделанного из слоёв мороженого различных цветов и вкусов, часто с добавлением цукатов и орехов.
Как правило, спумоне содержит мороженное трёх вкусов с фруктово-ореховой прослойкой между ними. Слои мороженого часто смешивают со взбитыми сливками. Вишнёвый, фисташковый, шоколадный, либо ванильный являются типичными вкусами мороженого, а слой фруктов/орехов часто содержит кусочки вишни, традиционно сочетая красное/розовое, зелёное и коричневый цвета.
Спумоне популярен в местах с большим количеством итальянских иммигрантов, таких как Соединённые Штаты, Аргентина и Бразилия. 21 августа в США отмечается национальный день спумоне. 13 ноября в Канаде отмечается Национальный день спумоне.
Неаполитанское мороженое, названное в честь Неаполя, является разновидностью спумоне. Вишнёвый был заменён на клубничный, а фисташковый на шоколадный, чтобы отразить самые популярные вкусовые предпочтения американцев.